# Distracciones
Distracciones (en inglés: "Distractions") es el duodécimo episodio de la segunda temporada de la serie estadounidense House M.D. Fue estrenado el 14 de febrero de 2006 en Estados Unidos.
Un joven de 16 años sufre un accidente con un cuatriciclo y sufre quemaduras en el 40 % de su cuerpo. Pero le pasa algo más en el cerebro y el equipo de House no puede realizar las pruebas necesarias a causa de las quemaduras, por lo que deberán buscar métodos diferentes. House realiza una maniobra para que el Hospital Escuela invite a dar una conferencia al Dr. Philip Weber, un investigador que anuncia un nuevo medicamento para migrañas, y que 20 años atrás lo denunció por copiarse en un examen. A House le llega la oportunidad de vengarse.

## Sinopsis
El título, "Distracciones", está relacionado con la supuesta distracción del joven que causó el accidente -que luego se descubre no fue una distracción-; con la distracción de los padres que hablaban "de todo" con su hijo pero no sabían que fumaba, y con la escena final, en la que House llama a una prostituta a su casa, diciéndole:

Estoy buscando una distracción. No necesitas hablar para eso, ¿no?

### Caso principal
Un adolescente, Adam, se accidenta con un cuatriciclo sufriendo quemaduras en el 40% de su cuerpo. El Departamento de Quemados le pide intervención a House, porque el paciente tiene taquicardia y el potasio muy bajo, pese a los esfuerzos en sentido contrario, lo que no puede explicarse por las quemaduras. Las quemaduras, por otra parte, impiden la mayor parte de los tests necesarios para realizar un diagnóstico, debido a lo cual el equipo de House deberá encontrar métodos inusuales.

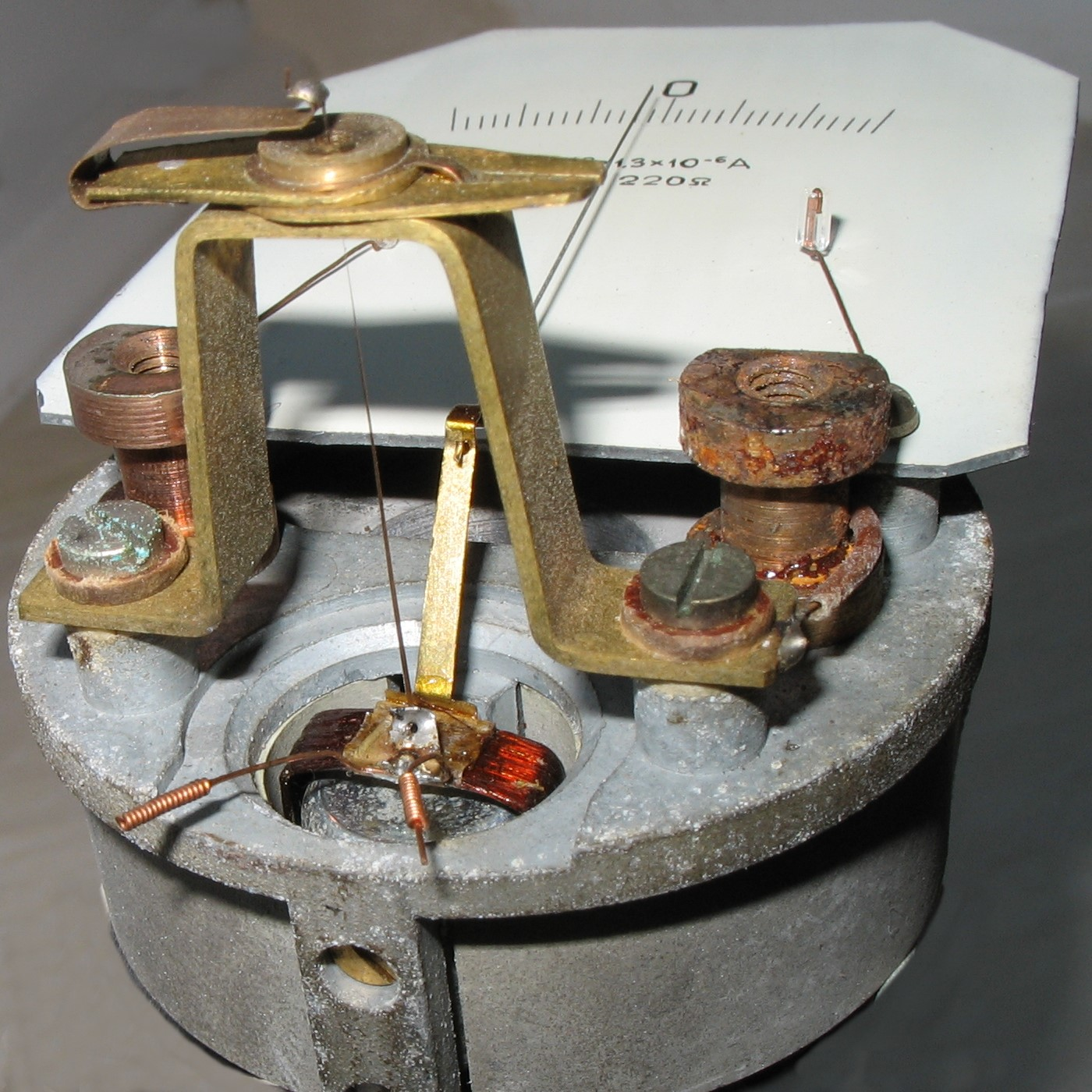
House utiliza un antiguo galvanómetro para realizar un electrocardiograma a un paciente con quemaduras graves con el que no se pueden utilizar los dispositivos modernos.

Lo primero que le deben realizar es un electrocardiograma (ECG) para verificar si la caída del potasio está afectando el corazón. Pero ello no es posible por las quemaduras, por lo que House sugiere usar un galvanómetro que encuentran olvidado en un depósito. Mientras le realizan el estudio Adam sufre convulsiones.
En el diagnóstico diferencial Chase opina que podría tratarse de epilepsia u otro desorden convulsivo. Pero Cameron señala que la taquicardia descarta esa posibilidad y propone un virus en el cerebro. Chase incluye otra hipótesis, adrenoleucodistrofia, una enfermedad genética que afecta la mielina. Tomando la dirección propuesta por Chase, Foreman incluye entre las posibilidades la esclerosis múltiple. House ordena una resonancia magnética (IRM), pero el estado del paciente lo impide, al igual que la punción lumbar (PL). House recurre entonces a una ecografía doppler transcranial, que sorprende a los médicos: el diagnóstico no sería definitivo, pero si es esclerosis múltiple debiera registrar mayor reactividad de las neuronas en el córtex occipital.
Los médicos mantienen abiertos los ojos del paciente, aun cuando éste se encuentra en coma farmacológico debido al dolor que le causarían las quemaduras, y le exhiben imágenes para examinar con la ecografía, las modificaciones de la circulación de la sangre en el cerebro a raíz de las reacciones ópticas. Encuentran una hemorragia subcraneal. House ordena frenarla para evitar que el paciente muera, pero no le encuentra relación con las convulsiones. Utilizando la ecografía para guiarse, Chase inserta un alambre en la arteria femoral de Adam para detener la hemorragia.
Poco después Adam tiene un orgasmo estando en coma en una cámara hiperbárica -parte del tratamiento de las quemaduras. El equipo intenta encontrar algún diagnóstico que incluya el orgasmo como síntoma. Cameron piensa en la medicación y Chase en el dolor, relacionándolo con las endorfinas. House y Foreman coinciden con la hipótesis de Chase: podría ser un mal funcionamiento del haz prosencefálico medial, relacionado con la transmisión de la información productora de placer. Entre varias afecciones posibles, Cameron sugiere que podría tratarse de una infección común debido a las quemaduras, malinterpretada por el cerebro debido a la gran cantidad de medicamentos que está recibiendo. Pero si Cameron tiene razón, no hay forma de curar la infección hasta que las quemaduras no sanen. House menciona entonces a Dominique-Jean Larrey, cirujano en jefe de Napoleón, que trataba las infecciones en el campo de batalla utilizando gusanos.

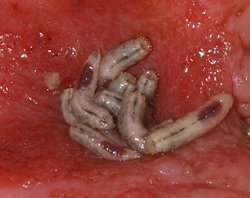
Terapia larval. Al paciente le colocan gran cantidad de larvas para combatir la infección que lo afecta.

Le colocan a Adam una gran cantidad de larvas sobre sus quemaduras. Las larvas se comen la carne muerta y destruyen las bacterias que proliferan en las heridas. Sin embargo la disfunción cerebral continúa. No era una infección común. Le realizan una riesgosa punción cervical, pero vuelve a ser negativo.
House necesita hablar con el paciente y decide entonces sacar a Adam del coma, a pesar del dolor insoportable que ello le producirá. Adam es despertado durante 40 segundos y en medio del terrible dolor y la confusión logra decirle a House que se hizo pis en los pantalones y luego no recuerda nada más.
House sostiene que el paciente está deprimido. Pero el equipo discrepa, porque no hay relación entre las convulsiones y la depresión. Pero no se trata de la depresión, sino de los antidepresivos que House piensa que el joven estaba tomando, los que sí pueden causar convulsiones en niños. Foreman vuelve a discrepar, porque los supuestos antidepresivos no podrían causar un orgasmo: "éste es un cerebro en problemas". A lo que House responde que "éste es un cerebro con mucha serotonina". Para House Adam padece síndrome serotoninérgico, también llamado tormenta de serotonina" ("serotonin storm"), causado por el consumo de antidepresivos. La solución es administrarle ciproheptadina, un antihistamínico, pero Cameron puntualiza que si no fuera exceso de serotonina, sino de dopamina, la ciproheptadina lo mataría. 
House habla con los padres sobre la posibilidad de que Adam estuiera deprimido, pero los padres dicen que eso es imposible, que Adam habla todo con ellos: drogas, sexo, vida emocional. House desconfía y decide volver a despertar al joven ante la indignación de los padres, que no tratan de impedirlo. Pero en el momento que va a inyectarlo para sacarlo del coma ve una sospechosa quemadura en su muñeca derecha y al examinarle los dedos los ve manchados de nicotina. El chico había adquirido el hábito de fumar y quería dejarlo. Y los medicamentos para dejar de fumar que se consiguen en Internet están hechos con antidepresivos baratos y obsoletos.

### Relaciones entre los personajes
House realiza una maniobra para que el Hospital Escuela invite a dar una conferencia al Dr. Philip Weber, un investigador que ha publicado un paper sobre un nuevo medicamento para migrañas, en una revista científica de la India. Weber resulta ser un excompañero de House, en la Escuela de Medicina de la Universidad Johns Hopkins -junto con Harvard las mejores del mundo-, que lo denunció por copiarse en un examen, hecho que causó la expulsión de House y la pérdida de una beca como residente en la Clínica Mayo, que quedó para Weber. Veinte años después a House le llega la oportunidad de vengarse.
Durante el capítulo House tiene alucinaciones musicales probablemente por consumo de LSD utilizado para superar la migraña que se provocó para desmentir el estudio del Dr. Weber.

## Nota:
Este capítulo que aparece en Netflix (https://www.netflix.com/watch/70274523?trackId=155573560) y otras plataformas tiene errores graves de traducción ya que se menciona de manera reiterada la palabra SEROTINA. debiendo decir SEROTONINA. 

## Diagnóstico
Síndrome serotoninérgico causado por pseudo-medicamentos para dejar de fumar compuestos por antidepresivos.